# Calotes nigrilabris
Calotes nigrilabris là một loài thằn lằn trong họ Agamidae. Loài này được Peters mô tả khoa học đầu tiên năm 1860.

## Hình ảnh

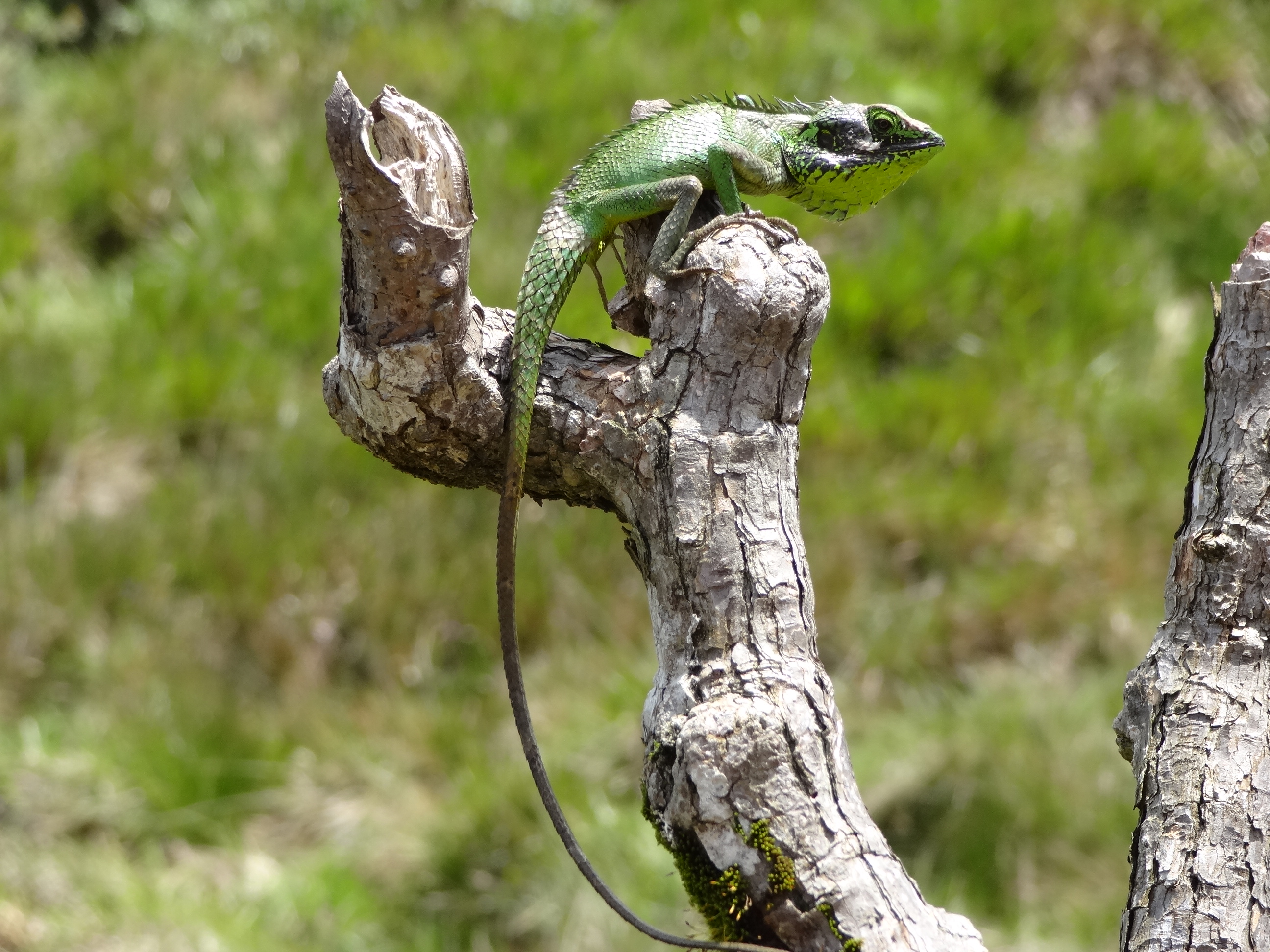
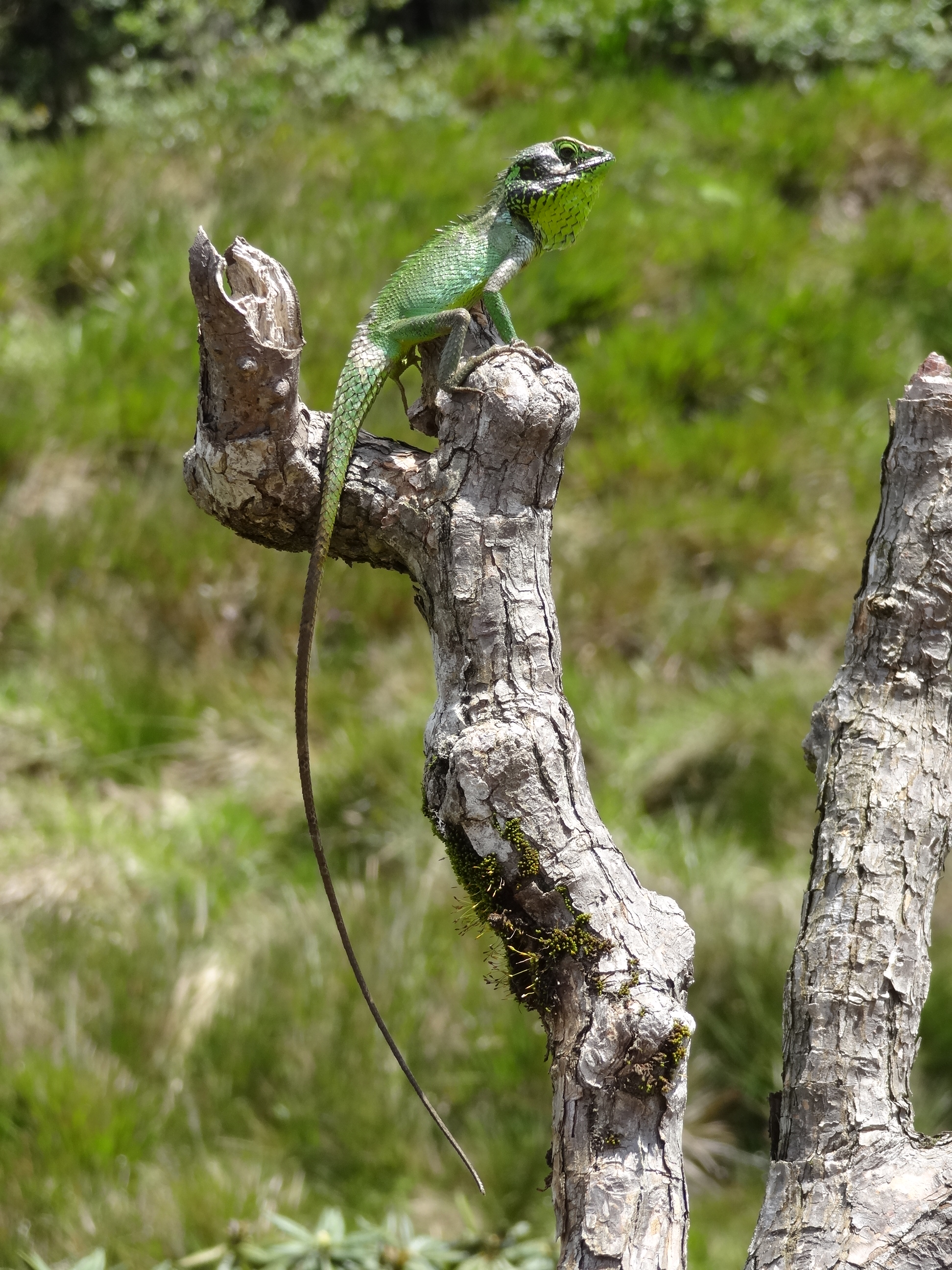
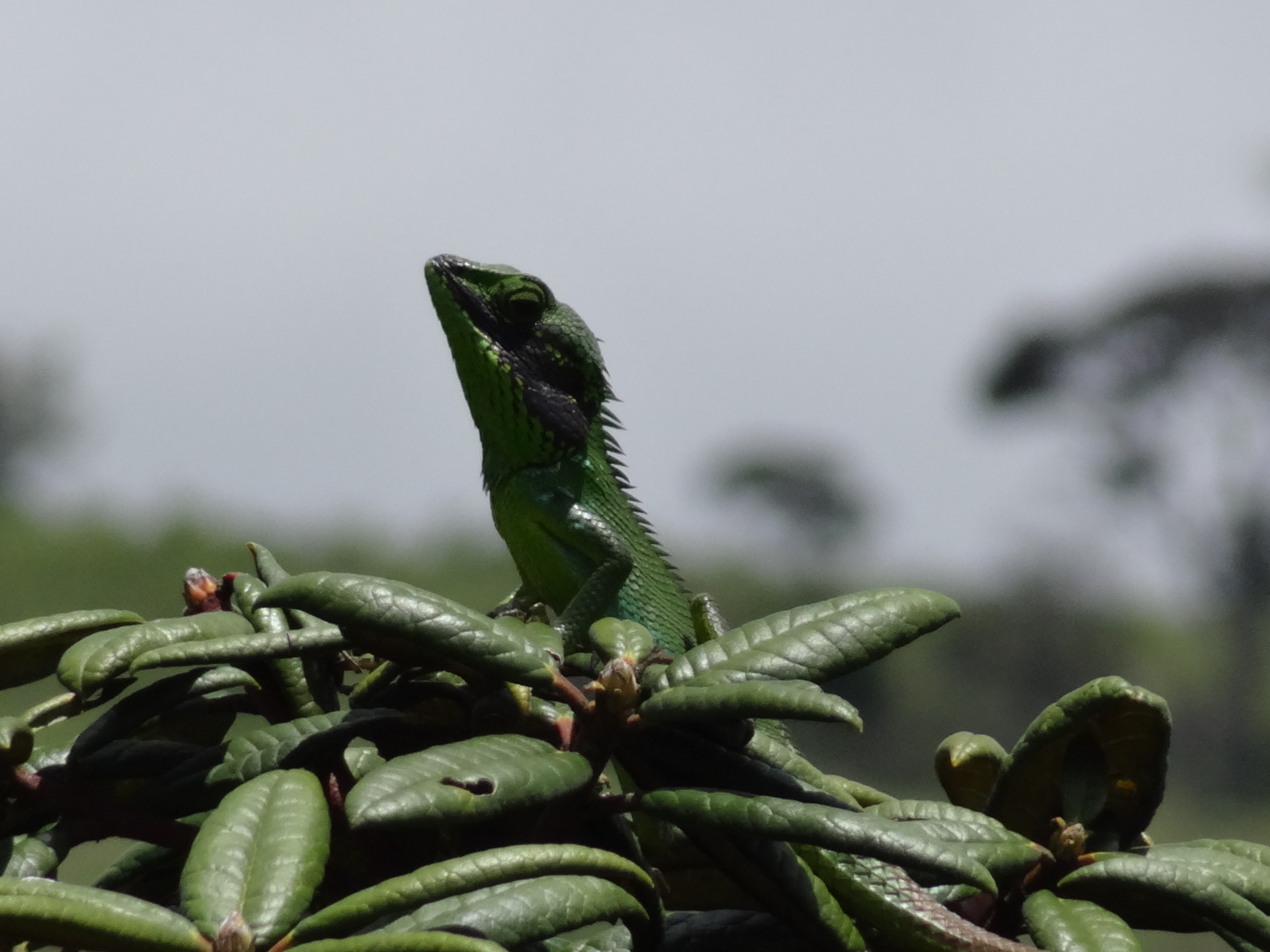
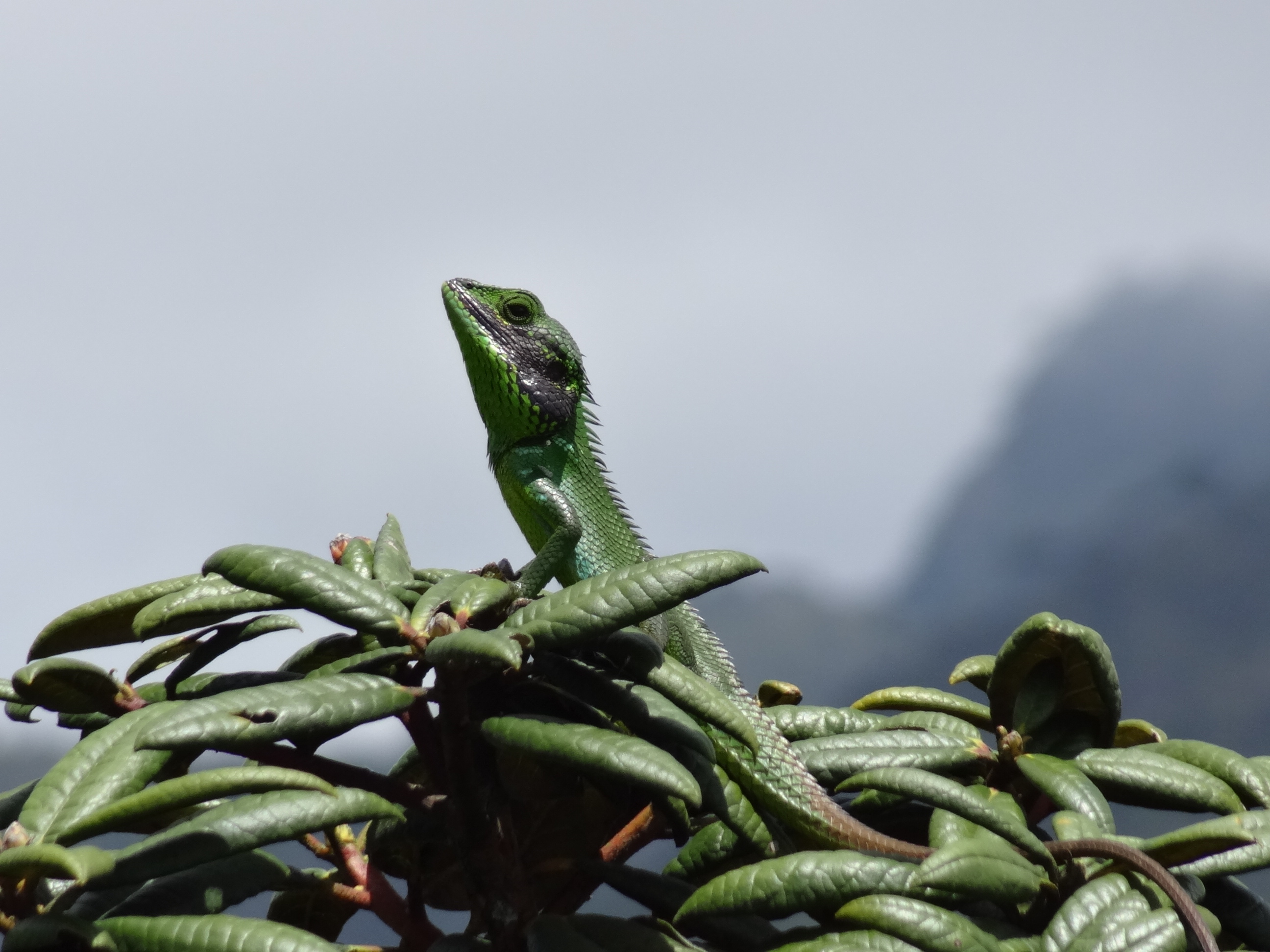